# Palacio de Anaya
El Palacio de Anaya es uno de los pocos edificios que hay en Salamanca en estilo neoclásico. Debe su nombre a Diego de Anaya Maldonado, fundador del Colegio de San Bartolomé en 1401. Sus obras comenzaron en 1760, para sustituir al anterior edificio del Colegio Mayor de San Bartolomé, muy dañado en el terremoto de Lisboa de 1755. Sus creadores fueron José de Hermosilla y Juan de Sagarvinaga. Sus elementos más llamativos son la fachada y la escalera imperial del interior del palacio, donde además hay un interesante busto de Miguel de Unamuno, hecho por Victorio Macho en 1930.
Tras la supresión de los colegios universitarios el edificio tuvo diversos usos, entre otros el de Gobierno Civil, motivo por el cual actualmente se conoce como palacio aunque en realidad es un colegio. 
El Palacio de Anaya alberga actualmente la Facultad de Filología de la Universidad de Salamanca.

## Descripción

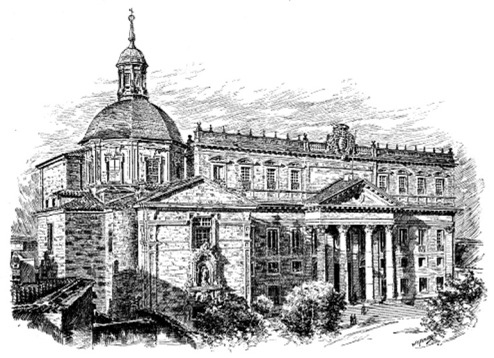
Dibujo del Palacio de Anaya con la iglesia de San Sebastián en primer término.

La fachada principal tiene un gran pórtico con cuatro columnas rematadas con frontón y una escalinata; sobresaliendo en lo más alto del edificio un gran escudo heráldico; las diez ventanas de la planta inferior lucen bellas rejas y hay otros diez balcones en la planta superior. 
Junto al colegio se encuentra la Hospedería, 1715, de Joaquín Churriguera, que alojaba a estudiantes que se pagaban los estudios sirviendo a otros estudiantes nobles y ricos que ocupaban el Colegio. Hoy en día se utiliza para aulas y despachos, y sus antiguas caballerizas albergan la cafetería de la Facultad.
También se encuentra aneja la iglesia barroca de San Sebastián, antigua capilla del colegio y actualmente Parroquia de la Catedral.